# Alexander Huber (Koch)
Alexander Huber (* 1979) ist ein deutscher Koch und ehemaliger Präsident der JRE-Deutschland.

## Werdegang

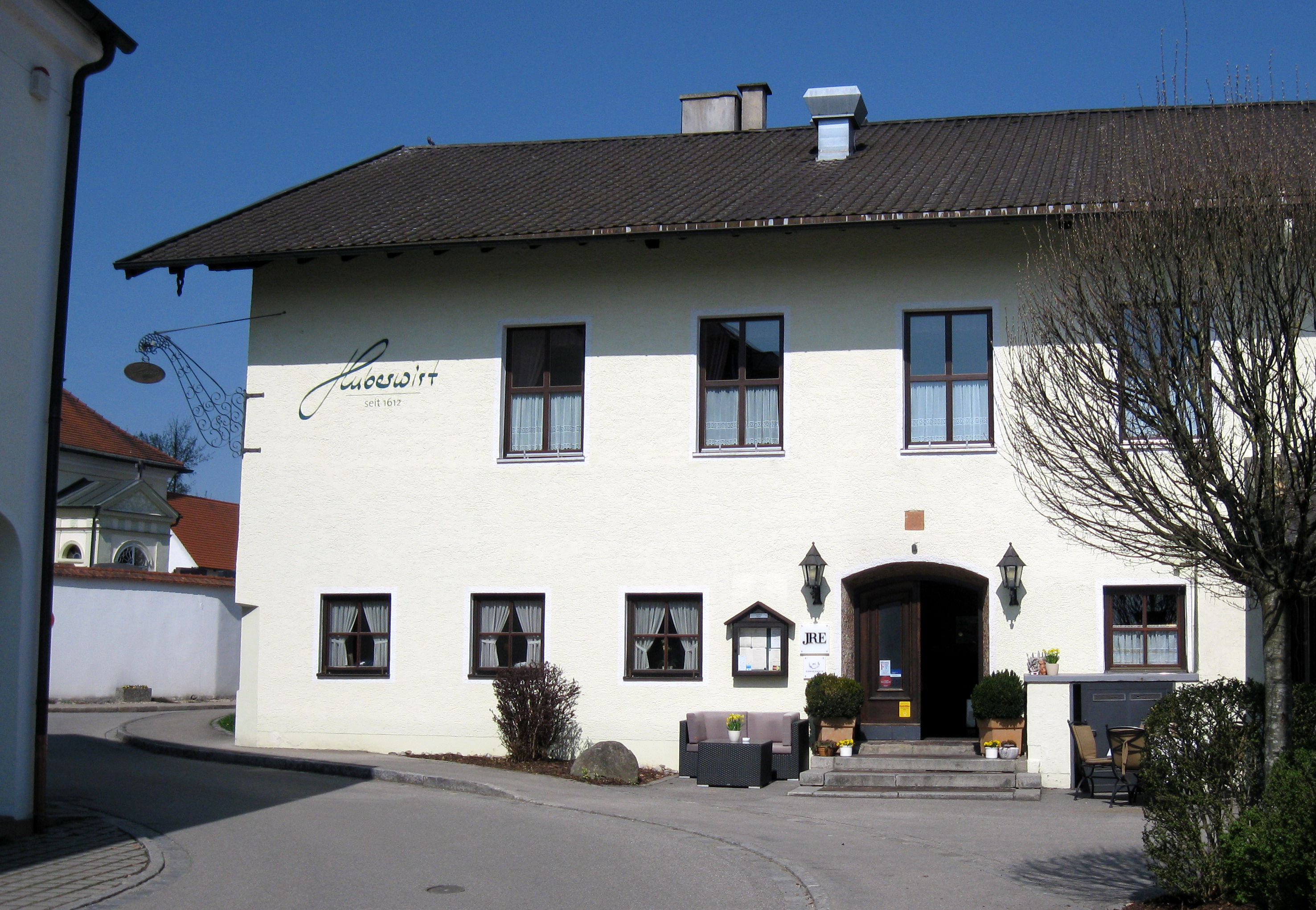
Der Huberwirt in Pleiskirchen

Alexander Huber entstammt einer Gastwirtsfamilie, die seit 1612 eine Gaststätte in Pleiskirchen, den Huberwirt, führt.
Nach der Ausbildung 1994–1997 bei Burghausen ging Huber 1997 zum Hotel Bareiss in Baiersbronn zu Oliver Ruthardt und Claus-Peter Lumpp (zwei Michelinsterne). 2000 wechselte er zum Restaurant Bründlhof in Wartenberg zu Jean-Luc Garnier (ein Michelinstern) und 2001 zum Restaurant Döllerer in Golling an der Salzach. 2002 ging er nach München zum Restaurant Tantris bei Hans Haas (zwei Michelinsterne).
Seit 2006 ist er Küchenchef in elfter Generation im heimischen Huberwirt in Pleiskirchen. Dabei ist er der erste gelernte Koch in der Reihe der Huberwirte. Das Restaurant wird seit dem Guide Michelin 2014 mit einem Stern ausgezeichnet. 2017 übernahm er die Leitung des Huberwirts.
Seit 2015 tritt Huber im Fernsehen des Bayerischen Rundfunks in der Sendung „Wir in Bayern“ als Fernsehkoch auf.
Von November 2018 bis Dezember 2022 war Huber Präsident der Jeunes Restaurateurs.

## Auszeichnungen und Bewertungen
- 2013: Ein Stern im Guide Michelin 2014, jeweils erneuert bis 2018

## Veröffentlichungen
- Der Huberwirt – Meine neue bayerische Wirtshausküche. Fackelträger Verlag, Köln 2016, ISBN 978-3-7716-4656-1.
- Bayerische Küche vom Feinsten. Dorling Kindersley Verlag, München 2021, ISBN 978-3-98541-049-1.
- Dahoam : bayerische Wohlfühlküche (Fotografien von Thomas Pfeiffer), Dorling Kindersley Verlag, München 2023, ISBN 978-3-8310-4725-3.